# 道德演化
道德演化又稱道德进化，是指人類演化过程中人類也同步開始遵守道德，即大多數人認為某些事情應該做，某些事情不該做。有些人認為只有人才會遵守道德，而動物並不會。不過根據演化生物学以及演化心理學學者的說法，其實人類的道德源頭可以追溯到其他動物身上。

## 动物的社会性
尽管其他动物可能不具备人类所认为的道德行为，但所有的社会性动物都必须调整或约束自身的行为，使群体生活具有意义。在蚂蚁、蜜蜂和白蚁等社会性昆虫的群体中，可以找到典型的行为调整实例。一个蚁群可能包含数百万个个体。E.O.威尔逊认为，导致蚁群成功的最重要因素是无繁殖能力的工蚁阶层的存在。这一阶层由雌性个体组成，其行为完全服从于母蚁——蚁后——的需求，并因此放弃了自身的繁殖权利，以扶养自己的兄弟姐妹。
这些社会性昆虫中无繁殖能力的阶层，大大减少了争夺配偶的竞争，从而促进了群体内部的合作。蚂蚁之间的协作至关重要，因为单个蚂蚁几乎不可能长期存活并繁殖。然而作为群体的一部分，蚁群可以繁衍生存数十年。因此，蚂蚁成为地球上最为成功的物种家族之一，其总生物量甚至可与人类相媲美。
社会性动物以群体形式生活的根本原因，是与独自生活相比，群体中拥有更高的生存与繁殖机会。在哺乳动物中，社会性行为更加为人类所熟知。一些高度社会化的哺乳动物，如灵长类动物和大象，已被观察到展现出曾被认为是人类特有的特质，如同理心与利他主义。

## 灵长类动物的社会性
人类现存的最亲近亲属是黑猩猩与倭黑猩猩。这些灵长类动物与人类拥有一个生活在四百万至六百万年前的共同祖先。因此，黑猩猩与倭黑猩猩被视为该共同祖先最合适的替代代表。芭芭拉·金指出，尽管灵长类动物可能不具备人类意义上的道德观念，但它们确实展现出一些在道德进化过程中必不可少的特质。这些特质包括：高度的智力、象征性交际能力、对社会规范的认知、自我意识，以及对连续性的理解。弗朗斯·德瓦尔和芭芭拉·金都认为，人类的道德源自灵长类动物的社会性。许多社会性动物，如灵长类、海豚和鲸鱼，表现出迈克尔·舍默所称的“前道德情感”。根据舍默的观点，人类与其他社会性动物，尤其是类人猿，共享以下特征：
例如依恋与情感联结、合作与互助、同情与共情、直接与间接互惠、利他主义与互惠利他主义、冲突解决与和平调解、欺骗与识别欺骗、对群体的关心以及对他人看法的在意、对群体社会规则的意识与响应。
舍默认为，这些“前道德情感”是在灵长类社会中进化而来的，目的是抑制个体的自私行为，构建更加合作的群体。对任何社会性物种而言，属于一个利他主义群体所带来的好处应当超过个人主义的收益。例如，缺乏群体凝聚力可能会使个体更容易受到外部攻击。成为群体的一部分也可能提升寻找食物的几率，这在那些群体狩猎以捕捉大型或危险猎物的动物中表现得尤为明显。
| 距今时间（年）     | 社会类型          | 群体规模         |
| ------------------ | ----------------- | ---------------- |
| 6,000,000年以前    | 群体（Bands）     | 数十人           |
| 100,000–10,000年前 | 群体（Bands）     | 数十至数百人     |
| 10,000–5,000年前   | 部落（Tribes）    | 数百至数千人     |
| 5,000–4,000年前    | 酋邦（Chiefdoms） | 数千至一万人以上 |
| 4,000–3,000年前    | 国家（States）    | 数万人至十万人   |
| 3,000年前至今      | 帝国（Empires）   | 数十万至上百万人 |

所有社会性动物都有其各自的社会结构，其中每个成员都清楚自己在群体中的位置。社会秩序通过某些期望行为的规则得以维持，而群体中的优势成员则通过惩罚来执行秩序。然而，高等灵长类动物还表现出互惠的意识。黑猩猩会记得谁曾对自己施以恩惠，谁曾对自己不利。 例如，黑猩猩更倾向于与那些曾为自己梳理毛发的个体分享食物。 吸血蝙蝠同样展现出互惠和利他的行为。它们通过反刍分享血液，但这种分享并非随机发生。它们更有可能与那些过去曾与自己分享过食物的个体，或是急需进食的蝙蝠进行分享。
卷尾猴和狗等动物也表现出对“公平”的理解：当它们因相同行为却获得不平等的奖励时，往往会拒绝继续合作。
黑猩猩生活在“裂聚型社群”（fission-fusion society）中，群体平均规模约为50个个体。人类的早期祖先很可能也生活在规模相似的群体中。根据现存的采猎社会规模推测，旧石器时代后期的人类通常以数百人的小型群体（“群体”）生活。随着人类进化过程中社区规模的扩大，为了实现群体凝聚力，可能需要更强有力的规范和约束机制。道德可能正是在这种100至200人的小型群体中，作为一种社会控制、冲突调解和群体团结的手段而逐步演化出来的。这种人数上的限制被认为是写入我们基因的“硬性编码”，因为即使是现代人类，也很难与超过100至200人维持稳定的社会关系（参见邓巴数）。根据弗朗斯·德瓦尔博士的观点，人类道德相比其他灵长类社会有两个额外的复杂层次：一是人类以奖励、惩罚和声誉建设的方式，更严格地执行道德规范；二是人类在行为判断中运用了动物界未曾展现的理性与思考能力。

## 对残酷个体利他行为产生厌恶的适应性谷
一些进化生物学家和博弈论学者认为，由于道德的逐步进化模型要求在以利己主义和残酷为主的群体中逐步发展出利他主义，因此如果人们对偶尔展现利他行为的本质上自私和残酷的个体产生比对一贯残酷者更强的反感情绪，这种情绪将使早期的道德进化阶段遭到自然选择的淘汰，因为具有某种道德倾向的个体会受到比完全没有道德倾向的个体更差的待遇。这将导致低程度的道德成为一种适应性谷，阻碍从无道德状态向更高道德水平发展的初步步骤，从而阻碍了后续道德进化所需的早期必要条件。这些学者指出，虽然这种机制否定了某种特定类型道德的进化可能性——即对少数具有同理心行为的个体产生厌恶，并将其视为反社会人格的操控行为——但这并不排除其他类型道德的进化，例如认为少量的利他行为优于完全没有利他行为的道德观。
惩罚问题：尽管群体可能因避免某些行为而受益，但这些有害行为的影响无论行为者是否意识到其后果，结果都是相同的。 由于个体可以通过进行其中许多行为来提高其生殖成功率，因此任何赋予其免受惩罚特征的性状，都会受到进化的正向选择。 如果专门惩罚那些意识到自己违反规则的个体，这将导致演化上对意识能力的选择压力，从而阻碍有意识的选择能力与将意识作为道德与法律责任基础的共演化在同一物种中产生。

## 人类的社会智能
社交脑假说由R.I.M. 邓巴在其文章《社交脑假说及其对社会进化的意义》中提出，认为大脑最初是为处理事实性信息而进化的。大脑使个体能够识别模式、理解语言、制定应对生态问题（如觅食）策略，并实现色觉等现象。据称在人类和灵长类动物中，新皮层负责推理与意识。
此外，大脑体积较大反映了复杂社会系统对认知能力的高度需求。因此，在社会性动物中，新皮层在进化过程中受到强烈选择压力以扩大体积，从而增强社会认知能力。像人类这样的社会性动物具备两个重要的能力：结盟或群体生活，以及战术性欺骗——即向他人传递虚假信息的策略。动物社会技能的根本意义在于管理关系的能力，这不仅需要记忆信息的能力，也包括操控信息的能力。
作为对社会互动和群体生活挑战的适应性反应，心智理论被提出。Martin Brüne 将心智理论定义为推测他人心理状态或情绪的能力。 拥有良好的心智理论能力通常与较高水平的社会智能密切相关。总体而言，群体生活需要合作，同时也会引发冲突。由于群居带来某些优势，例如可以抵御捕食者以及整体群体表现优于个体之和，因此社会性动物在进化上面临较强的社会智能选择压力。
然而，从客观角度来看，群体生活也存在劣势，例如群体内部在资源和配偶上的竞争。这种优势与劣势的并存为物种内部的某种“进化军备竞赛”奠定了基础。
在社会性动物的种群中，利他行为也随之演化而来。所谓利他行为，是指使某个个体受损而使其他群体成员受益的行为。这一观点似乎与传统进化理论相矛盾，因为一个生物体的适应度和成功通常取决于其将基因传递给下一代的能力。根据E. Fehr在其文章《人类利他主义的本质》中的论述，当考虑到亲缘选择与包容性适应度时，利他主义的演化是可以解释的；也就是说，生殖成功不仅取决于一个体产生的后代数量，还包括其亲缘个体产生的后代数量。
在超越亲缘关系的情境中也存在利他行为，但通常以不同方式出现，这在囚徒困境中有所体现。囚徒困境由约翰·福布斯·纳什提出，用于解释在利益驱动下个体之间的合作与背叛行为。囚徒困境中的最佳策略被认为是“以牙还牙”（tit-for-tat）：即只要他人合作，自己也保持合作；一旦遭遇背叛，则停止合作。从进化角度看，复杂的社会互动本质上是为了识别真实的合作与背叛行为。
布伦指出，心智理论可追溯至灵长类动物，但其表现程度远不及现代人类。这一独特能力的出现，或许正标志着现代人类分化的起点，也与语言能力的获得密切相关。人类在交流中会使用隐喻，并大量依赖言外之意。例如“你知道我意思吧？”这类表达在日常交流中并不罕见，正是人类复杂心智理论的直接体现。
若无法理解他人的意图和情感，可能会导致不恰当的社会反应，这种现象常与一些人类心理与神经发展状况相关，如自闭症、精神分裂症、双相情感障碍、某些形式的痴呆以及反社会人格障碍（通常被称为“精神病态”）。这种情况在自闭症谱系障碍中尤为明显，其中特别突出的是社会互动障碍，但非社会性智能可能得以保留，甚至在某些情况下表现出超常能力，如学者症候群中的个例。
围绕心智理论发展出的社会智能，有可能为“为何道德会成为人类行为的一部分”这一问题提供了一种解释路径。

## 宗教的演化
心理学家马特·J·罗萨诺（Matt J. Rossano）提出，宗教是在道德之后出现的，它以道德为基础，通过引入超自然的第三方观察者，将对个人行为的社会监督范围进一步扩大。通过将祖先、灵魂以及神明等“时刻注视着人类”的存在纳入社会结构之中，人类发展出一种有效策略，以抑制利己行为并促成更具合作性的群体。
宗教的适应价值可能增强了群体的生存能力。

## 沃森选择任务
在一项要求受试者展示抽象且复杂推理能力的实验中，研究人员发现人类（如同其他一些动物）在处理社会交换问题上具有很强的先天推理能力。这种能力被认为是直觉性的，因为当情境不涉及道德含义时，个体似乎无法运用相应的逻辑规则。

## 情绪
厌恶作为一种基本情绪，可能在某些形式的道德行为中起着重要作用。厌恶被认为是一种对某些从进化角度看具有危险性或不受欢迎的事物或行为的特定反应。一个例子是与传染病风险增加有关的事物，如腐败食物、尸体、其他微生物分解形式、表现出疾病或不良卫生状况的外貌，以及某些体液，如粪便、呕吐物、痰和血液。另一个例子是对进化上不利的交配行为（如乱伦或不受欢迎的性挑逗）的厌恶。 还有一个例子是威胁群体凝聚力或合作的行为，如欺骗、说谎和偷窃。磁共振成像（MRI）研究发现，这类情境会激活大脑中与厌恶相关的区域。

## 延伸阅读
克里斯托弗·博姆（Christopher Boehm）. . Basic Books. 2012. ISBN 978-0465020485.
弗朗斯·德瓦尔（Frans de Waal）. . W. W. Norton & Company. 2014. ISBN 978-0393347791.
弗吉尼亚·莫雷尔（Virginia Morell）. . Crown Publishers. 2013. ISBN 978-0307461445.
乔伊斯（Joyce）, 理查德（Richard）. . MIT出版社. 2007. ISBN 978-0-262-10112-7.